# Francisco Torá
Francisco (o Francesc) Torá Margalef (Ginestar, Tarragona 29 de octubre de 1932-Barcelona 2 de septiembre de 2002) fue un historietista español.

## Biografía
Torá tuvo que dejar los estudios en 1944 para mantener a su familia tras la muerte de su padre. En 1961 empieza a trabajar para El Suplemento semanal del diario La Prensa de Barcelona. Tras ello engrosa las filas de Bruguera donde principalmente se dedica a realizar páginas de personajes de otros autores como Doña Urraca o El doctor Cataplasma, entre ellas muchas series de Vázquez: Don Polillo, Feliciano y sobre todo, La abuelita Paz. Para esta editorial también dibujó multitud de chistes cortos y series propias tales como Patentes Pórrez o El Agente 0077, aunque no tuvieron mucho éxito.
Se fue de Bruguera en la década de los 1970, debido a su escaso salario y a sentirse poco valorado. Es entonces cuando se pone en contacto con el historietista sueco Rune Andréasson, creador de Bamse, una historieta muy popular en Suecia, quien le contrata como dibujante para dicha serie en 1976. Con este personaje Torá se convertiría en un dibujante muy reconocido en Suecia. También dibujó historietas de la serie alemana Fix y Foxi.

## Series
- Doña Urraca (Pulgarcito, 1964)
- Don Camelo (El Campeón de las Historietas,1961)
- El agente 0077 (Tío Vivo, 2ª época, 1966)
- El cleptómano
- Los tempranillos (Strong, 1970)
- Ellas son así… y ellos también (Tío Vivo, 2ª época)
- Elvis Plaga
- Torpón y su amigo Tapón
- Johnny Calamidad (Hipo, Monito y Fifí)
- La Familia Dinosáurez (La Risa, 1957)
- Patentes Pómez (Tío Vivo, 2ª época)
- Pepe Habilidón (Gaceta Junior)
- Blash Gordon (Gaceta Junior)
- Teo Renqueante, vendedor ambulante (La Risa, 1958)
- Jim-Bad el marino (Hipo, Monito y Fifí, 1958)
- Toby y Boby (Hipo, Monito y Fifí, 1958).